# Ronde van Groot-Brittannië 2017
De Ronde van Groot-Brittannië 2017 (officieel: OVO Energy Tour of Britain) was de 78e editie van deze wielerwedstrijd voor heren. De wielerwedstrijd vond plaats in Groot-Brittannië van 3 tot 10 september 2017 De ronde maakt deel uit van de UCI Europe Tour 2017-kalender in categorie 2.HC.

## Ploegen
20 teams nemen deel aan deze Ronde van Groot-Brittannië - 10 UCI WorldTeams, 3 professionele continentale teams en 6 continentale teams en een nationaal team:
| WorldTeams (10)- BMC Racing Team - Cannondale-Drapac - Lotto-Soudal - Sky - Lotto NL-Jumbo - Movistar Team - Orica-Scott - Quick-Step Floors - Dimension Data - Katusha-Alpecin Professionele continentale ploegen (3)- Bardiani CSF - Wanty-Groupe Gobert - CCC Sprandi Polkowice Continentale ploegen (6)- An Post-ChainReaction - Bike Channel-Canyon - Cylance - JLT Condor - Madison Genesis - ONE Pro Cycling Nationale ploeg- Groot-Brittannië |
| |

## Etappes
| Etappe | Datum  | Start – Finish               | type                | Afstand (km) | Winnaar              | Klassementsleider |
| ------ | ------ | ---------------------------- | ------------------- | ------------ | -------------------- | ----------------- |
| 1      | 3 sep  | Edinburgh – Kelso            | heuvelrit           | 190,1        | Caleb Ewan           | Caleb Ewan        |
| 2      | 4 sep  | Kielder Water – Blyth        | heuvelrit           | 211,7        | Elia Viviani         | Elia Viviani      |
| 3      | 5 sep  | Normanby Hall – Scunthorpe   | vlakke rit          | 176,9        | Caleb Ewan           | Caleb Ewan        |
| 4      | 6 sep  | Mansfield – Newark-on-Trent  | vlakke rit          | 164,7        | Fernando Gaviria     | Elia Viviani      |
| 5      | 7 sep  | Tendring – Tendring          | individuele tijdrit | 16,2         | Lars Boom            | Lars Boom         |
| 6      | 8 sep  | Newmarket – Aldeburgh        | vlakke rit          | 186,9        | Caleb Ewan           | Lars Boom         |
| 7      | 9 sep  | Hemel Hempstead – Cheltenham | heuvelrit           | 185,1        | Dylan Groenewegen    | Lars Boom         |
| 8      | 10 sep | Worcester – Cardiff          | heuvelrit           | 180,2        | Edvald Boasson Hagen | Lars Boom         |

## Etappe-overzicht

### 1e etappe
| \| Etappeklassement \| Etappeklassement \| Etappeklassement \| Etappeklassement \| Etappeklassement \| \| Renner \| Renner \| Ploeg \| Tijd \| \| \| ---------------- \| -------------------- \| ---------------- \| ---------------- \| ---------------- \| \| 1e \| Caleb Ewan \| Orica-Scott \| 4u34'17" \| \| \| 2e \| Edvald Boasson Hagen \| Dimension Data \| + 0" \| \| \| 3e \| Elia Viviani \| Team Sky \| + 0" \| \| |                      |                |          |
| |                      |                |          |
| Source: ProCyclingStats |                      |                |          |
| Etappeklassement |                      |                |          |
| Renner | Renner               | Ploeg          | Tijd     |
| 1e | Caleb Ewan           | Orica-Scott    | 4u34'17" |
| 2e | Edvald Boasson Hagen | Dimension Data | + 0"     |
| 3e | Elia Viviani         | Team Sky       | + 0"     |

| \| Algemeen Klassement \| Algemeen Klassement \| Algemeen Klassement \| Algemeen Klassement \| Algemeen Klassement \| \| Renner \| Renner \| Ploeg \| Tijd \| \| \| ------------------- \| -------------------- \| ------------------- \| ------------------- \| ------------------- \| \| 1e \| Caleb Ewan \| Orica-Scott \| 4u34'07" \| \| \| 2e \| Edvald Boasson Hagen \| Dimension Data \| + 3" \| \| \| 3e \| Karol Domagalski \| ONE Pro Cycling \| + 4" \| \| |                      |                 |          |
| |                      |                 |          |
| Source: ProCyclingStats |                      |                 |          |
| Algemeen Klassement |                      |                 |          |
| Renner | Renner               | Ploeg           | Tijd     |
| 1e | Caleb Ewan           | Orica-Scott     | 4u34'07" |
| 2e | Edvald Boasson Hagen | Dimension Data  | + 3"     |
| 3e | Karol Domagalski     | ONE Pro Cycling | + 4"     |

### 2e etappe
| \| Etappeklassement \| Etappeklassement \| Etappeklassement \| Etappeklassement \| Etappeklassement \| \| Renner \| Renner \| Ploeg \| Tijd \| \| \| ---------------- \| ----------------- \| ----------------- \| ---------------- \| ---------------- \| \| 1e \| Elia Viviani \| Team Sky \| 5u16'32" \| \| \| 2e \| Dylan Groenewegen \| LottoNL-Jumbo \| + 0" \| \| \| 3e \| Fernando Gaviria \| Quick-Step Floors \| + 0" \| \| |                   |                   |          |
| |                   |                   |          |
| Source: ProCyclingStats |                   |                   |          |
| Etappeklassement |                   |                   |          |
| Renner | Renner            | Ploeg             | Tijd     |
| 1e | Elia Viviani      | Team Sky          | 5u16'32" |
| 2e | Dylan Groenewegen | LottoNL-Jumbo     | + 0"     |
| 3e | Fernando Gaviria  | Quick-Step Floors | + 0"     |

| \| Algemeen Klassement \| Algemeen Klassement \| Algemeen Klassement \| Algemeen Klassement \| Algemeen Klassement \| \| Renner \| Renner \| Ploeg \| Tijd \| \| \| ------------------- \| -------------------- \| ------------------- \| ------------------- \| ------------------- \| \| 1e \| Elia Viviani \| Team Sky \| 9u50'35" \| \| \| 2e \| Caleb Ewan \| Orica-Scott \| + 4" \| \| \| 3e \| Edvald Boasson Hagen \| Dimension Data \| + 7" \| \| |                      |                |          |
| |                      |                |          |
| Source: ProCyclingStats |                      |                |          |
| Algemeen Klassement |                      |                |          |
| Renner | Renner               | Ploeg          | Tijd     |
| 1e | Elia Viviani         | Team Sky       | 9u50'35" |
| 2e | Caleb Ewan           | Orica-Scott    | + 4"     |
| 3e | Edvald Boasson Hagen | Dimension Data | + 7"     |

### 3e etappe
| \| Etappeklassement \| Etappeklassement \| Etappeklassement \| Etappeklassement \| Etappeklassement \| \| Renner \| Renner \| Ploeg \| Tijd \| \| \| ---------------- \| -------------------- \| ---------------- \| ---------------- \| ---------------- \| \| 1e \| Caleb Ewan \| Orica-Scott \| 4u04'05" \| \| \| 2e \| Edvald Boasson Hagen \| Dimension Data \| + 0" \| \| \| 3e \| Alexander Kristoff \| Katusha-Alpecin \| + 0" \| \| |                      |                 |          |
| |                      |                 |          |
| Source: ProCyclingStats |                      |                 |          |
| Etappeklassement |                      |                 |          |
| Renner | Renner               | Ploeg           | Tijd     |
| 1e | Caleb Ewan           | Orica-Scott     | 4u04'05" |
| 2e | Edvald Boasson Hagen | Dimension Data  | + 0"     |
| 3e | Alexander Kristoff   | Katusha-Alpecin | + 0"     |

| \| Algemeen Klassement \| Algemeen Klassement \| Algemeen Klassement \| Algemeen Klassement \| Algemeen Klassement \| \| Renner \| Renner \| Ploeg \| Tijd \| \| \| ------------------- \| -------------------- \| ------------------- \| ------------------- \| ------------------- \| \| 1e \| Caleb Ewan \| Orica-Scott \| 13u54'34" \| \| \| 2e \| Elia Viviani \| Team Sky \| + 6" \| \| \| 3e \| Edvald Boasson Hagen \| Dimension Data \| + 7" \| \| |                      |                |           |
| |                      |                |           |
| Source: ProCyclingStats |                      |                |           |
| Algemeen Klassement |                      |                |           |
| Renner | Renner               | Ploeg          | Tijd      |
| 1e | Caleb Ewan           | Orica-Scott    | 13u54'34" |
| 2e | Elia Viviani         | Team Sky       | + 6"      |
| 3e | Edvald Boasson Hagen | Dimension Data | + 7"      |

### 4e etappe
| \| Etappeklassement \| Etappeklassement \| Etappeklassement \| Etappeklassement \| Etappeklassement \| \| Renner \| Renner \| Ploeg \| Tijd \| \| \| ---------------- \| ------------------ \| ----------------- \| ---------------- \| ---------------- \| \| 1e \| Fernando Gaviria \| Quick-Step Floors \| 3u43'31" \| \| \| 2e \| Elia Viviani \| Team Sky \| + 0" \| \| \| 3e \| Alexander Kristoff \| Katusha-Alpecin \| + 0" \| \| |                    |                   |          |
| |                    |                   |          |
| Source: ProCyclingStats |                    |                   |          |
| Etappeklassement |                    |                   |          |
| Renner | Renner             | Ploeg             | Tijd     |
| 1e | Fernando Gaviria   | Quick-Step Floors | 3u43'31" |
| 2e | Elia Viviani       | Team Sky          | + 0"     |
| 3e | Alexander Kristoff | Katusha-Alpecin   | + 0"     |

| \| Algemeen Klassement \| Algemeen Klassement \| Algemeen Klassement \| Algemeen Klassement \| Algemeen Klassement \| \| Renner \| Renner \| Ploeg \| Tijd \| \| \| ------------------- \| ------------------- \| ------------------- \| ------------------- \| ------------------- \| \| 1e \| Elia Viviani \| Team Sky \| 17u38'05" \| \| \| 2e \| Caleb Ewan \| Orica-Scott \| + 0" \| \| \| 3e \| Fernando Gaviria \| Quick-Step Floors \| + 6" \| \| |                  |                   |           |
| |                  |                   |           |
| Source: ProCyclingStats |                  |                   |           |
| Algemeen Klassement |                  |                   |           |
| Renner | Renner           | Ploeg             | Tijd      |
| 1e | Elia Viviani     | Team Sky          | 17u38'05" |
| 2e | Caleb Ewan       | Orica-Scott       | + 0"      |
| 3e | Fernando Gaviria | Quick-Step Floors | + 6"      |

### 5e etappe
| \| Etappeklassement \| Etappeklassement \| Etappeklassement \| Etappeklassement \| Etappeklassement \| \| Renner \| Renner \| Ploeg \| Tijd \| \| \| ---------------- \| ------------------ \| ---------------- \| ---------------- \| ---------------- \| \| 1e \| Lars Boom \| LottoNL-Jumbo \| 19'02" \| \| \| 2e \| Victor Campenaerts \| LottoNL-Jumbo \| + 6" \| \| \| 3e \| Vasil Kiryjenka \| Team Sky \| + 7" \| \| |                    |               |        |
| |                    |               |        |
| Source: ProCyclingStats |                    |               |        |
| Etappeklassement |                    |               |        |
| Renner | Renner             | Ploeg         | Tijd   |
| 1e | Lars Boom          | LottoNL-Jumbo | 19'02" |
| 2e | Victor Campenaerts | LottoNL-Jumbo | + 6"   |
| 3e | Vasil Kiryjenka    | Team Sky      | + 7"   |

| \| Algemeen Klassement \| Algemeen Klassement \| Algemeen Klassement \| Algemeen Klassement \| Algemeen Klassement \| \| Renner \| Renner \| Ploeg \| Tijd \| \| \| ------------------- \| ------------------- \| ------------------- \| ------------------- \| ------------------- \| \| 1e \| Lars Boom \| LottoNL-Jumbo \| 17u57'25" \| \| \| 2e \| Victor Campenaerts \| LottoNL-Jumbo \| + 8" \| \| \| 3e \| Vasil Kiryjenka \| Team Sky \| + 9" \| \| |                    |               |           |
| |                    |               |           |
| Source: ProCyclingStats |                    |               |           |
| Algemeen Klassement |                    |               |           |
| Renner | Renner             | Ploeg         | Tijd      |
| 1e | Lars Boom          | LottoNL-Jumbo | 17u57'25" |
| 2e | Victor Campenaerts | LottoNL-Jumbo | + 8"      |
| 3e | Vasil Kiryjenka    | Team Sky      | + 9"      |

### 6e etappe
| \| Etappeklassement \| Etappeklassement \| Etappeklassement \| Etappeklassement \| Etappeklassement \| \| Renner \| Renner \| Ploeg \| Tijd \| \| \| ---------------- \| ----------------- \| ----------------- \| ---------------- \| ---------------- \| \| 1e \| Caleb Ewan \| Orica-Scott \| 4u13'06" \| \| \| 2e \| Fernando Gaviria \| Quick-Step Floors \| + 0" \| \| \| 3e \| Dylan Groenewegen \| LottoNL-Jumbo \| + 0" \| \| |                   |                   |          |
| |                   |                   |          |
| Source: ProCyclingStats |                   |                   |          |
| Etappeklassement |                   |                   |          |
| Renner | Renner            | Ploeg             | Tijd     |
| 1e | Caleb Ewan        | Orica-Scott       | 4u13'06" |
| 2e | Fernando Gaviria  | Quick-Step Floors | + 0"     |
| 3e | Dylan Groenewegen | LottoNL-Jumbo     | + 0"     |

| \| Algemeen Klassement \| Algemeen Klassement \| Algemeen Klassement \| Algemeen Klassement \| Algemeen Klassement \| \| Renner \| Renner \| Ploeg \| Tijd \| \| \| ------------------- \| ------------------- \| ------------------- \| ------------------- \| ------------------- \| \| 1e \| Lars Boom \| LottoNL-Jumbo \| 22u10'31" \| \| \| 2e \| Victor Campenaerts \| LottoNL-Jumbo \| + 8" \| \| \| 3e \| Vasil Kiryjenka \| Team Sky \| + 9" \| \| |                    |               |           |
| |                    |               |           |
| Source: ProCyclingStats |                    |               |           |
| Algemeen Klassement |                    |               |           |
| Renner | Renner             | Ploeg         | Tijd      |
| 1e | Lars Boom          | LottoNL-Jumbo | 22u10'31" |
| 2e | Victor Campenaerts | LottoNL-Jumbo | + 8"      |
| 3e | Vasil Kiryjenka    | Team Sky      | + 9"      |

### 7e etappe
| \| Etappeklassement \| Etappeklassement \| Etappeklassement \| Etappeklassement \| Etappeklassement \| \| Renner \| Renner \| Ploeg \| Tijd \| \| \| ---------------- \| ----------------- \| ---------------- \| ---------------- \| ---------------- \| \| 1e \| Dylan Groenewegen \| LottoNL-Jumbo \| 4u26'58" \| \| \| 2e \| Caleb Ewan \| Orica-Scott \| + 0" \| \| \| 3e \| Brenton Jones \| JLT Condor \| + 0" \| \| |                   |               |          |
| |                   |               |          |
| Source: ProCyclingStats |                   |               |          |
| Etappeklassement |                   |               |          |
| Renner | Renner            | Ploeg         | Tijd     |
| 1e | Dylan Groenewegen | LottoNL-Jumbo | 4u26'58" |
| 2e | Caleb Ewan        | Orica-Scott   | + 0"     |
| 3e | Brenton Jones     | JLT Condor    | + 0"     |

| \| Algemeen Klassement \| Algemeen Klassement \| Algemeen Klassement \| Algemeen Klassement \| Algemeen Klassement \| \| Renner \| Renner \| Ploeg \| Tijd \| \| \| ------------------- \| ------------------- \| ------------------- \| ------------------- \| ------------------- \| \| 1e \| Lars Boom \| LottoNL-Jumbo \| 26u37'28" \| \| \| 2e \| Stefan Küng \| BMC Racing Team \| + 8" \| \| \| 3e \| Victor Campenaerts \| LottoNL-Jumbo \| + 9" \| \| |                    |                 |           |
| |                    |                 |           |
| Source: ProCyclingStats |                    |                 |           |
| Algemeen Klassement |                    |                 |           |
| Renner | Renner             | Ploeg           | Tijd      |
| 1e | Lars Boom          | LottoNL-Jumbo   | 26u37'28" |
| 2e | Stefan Küng        | BMC Racing Team | + 8"      |
| 3e | Victor Campenaerts | LottoNL-Jumbo   | + 9"      |

### 8e etappe
| \| Etappeklassement \| Etappeklassement \| Etappeklassement \| Etappeklassement \| Etappeklassement \| \| Renner \| Renner \| Ploeg \| Tijd \| \| \| ---------------- \| -------------------- \| ----------------- \| ---------------- \| ---------------- \| \| 1e \| Edvald Boasson Hagen \| Dimension Data \| 4u19'00" \| \| \| 2e \| Maximiliano Richeze \| Quick-Step Floors \| + 0" \| \| \| 3e \| Alexander Kristoff \| Katusha-Alpecin \| + 0" \| \| |                      |                   |          |
| |                      |                   |          |
| Source: ProCyclingStats |                      |                   |          |
| Etappeklassement |                      |                   |          |
| Renner | Renner               | Ploeg             | Tijd     |
| 1e | Edvald Boasson Hagen | Dimension Data    | 4u19'00" |
| 2e | Maximiliano Richeze  | Quick-Step Floors | + 0"     |
| 3e | Alexander Kristoff   | Katusha-Alpecin   | + 0"     |

## Eindklassement

### Algemeen klassement
| \| Algemeen Klassement \| Algemeen Klassement \| Algemeen Klassement \| Algemeen Klassement \| Algemeen Klassement \| \| Renner \| Renner \| Ploeg \| Tijd \| \| \| ------------------- \| -------------------- \| ------------------- \| ------------------- \| ------------------- \| \| 1e \| Lars Boom \| LottoNL-Jumbo \| 30u56'24" \| \| \| 2e \| Edvald Boasson Hagen \| Dimension Data \| + 8" \| \| \| 3e \| Stefan Küng \| BMC Racing Team \| + 10" \| \| \| 4e \| Victor Campenaerts \| LottoNL-Jumbo \| + 13" \| \| \| 5e \| Michał Kwiatkowski \| Team Sky \| + 18" \| \| \| 6e \| Jos van Emden \| LottoNL-Jumbo \| + 18" \| \| \| 7e \| Geraint Thomas \| Team Sky \| + 24" \| \| \| 8e \| Tony Martin \| Katusha-Alpecin \| + 25" \| \| \| 9e \| Owain Doull \| Team Sky \| + 33" \| \| \| 10e \| Ryan Mullen \| Cannondale-Drapac \| + 38" \| \| |                      |                   |           |
| |                      |                   |           |
| Source: ProCyclingStats |                      |                   |           |
| Algemeen Klassement |                      |                   |           |
| Renner | Renner               | Ploeg             | Tijd      |
| 1e | Lars Boom            | LottoNL-Jumbo     | 30u56'24" |
| 2e | Edvald Boasson Hagen | Dimension Data    | + 8"      |
| 3e | Stefan Küng          | BMC Racing Team   | + 10"     |
| 4e | Victor Campenaerts   | LottoNL-Jumbo     | + 13"     |
| 5e | Michał Kwiatkowski   | Team Sky          | + 18"     |
| 6e | Jos van Emden        | LottoNL-Jumbo     | + 18"     |
| 7e | Geraint Thomas       | Team Sky          | + 24"     |
| 8e | Tony Martin          | Katusha-Alpecin   | + 25"     |
| 9e | Owain Doull          | Team Sky          | + 33"     |
| 10e | Ryan Mullen          | Cannondale-Drapac | + 38"     |

### Sprintklassement
| Sprintklassement | Sprintklassement     | Sprintklassement    | Sprintklassement | Sprintklassement |
| Renner           | Renner               | Ploeg               | Punten           |                  |
| ---------------- | -------------------- | ------------------- | ---------------- | ---------------- |
| 1e               | Mark McNally         | Wanty-Groupe Gobert | 14 pts           |                  |
| 2e               | Graham Briggs        | JLT Condor          | 15 pts           |                  |
| 3e               | Edvald Boasson Hagen | Dimension Data      | 22 pts           |                  |
| 4e               | Lars Boom            | LottoNL-Jumbo       | 11 pts           |                  |
| 5e               | Harry Tanfield       | Bike Channel-Canyon | 16 pts           |                  |
| 6e               | Russell Downing      | JLT Condor          | 17 pts           |                  |
| 7e               | Michał Kwiatkowski   | Team Sky            | 20 pts           |                  |
| 8e               | Karol Domagalski     | ONE Pro Cycling     | 18 pts           |                  |
| 9e               | Hayden McCormick     | ONE Pro Cycling     | 18 pts           |                  |
| 10e              | Silvan Dillier       | BMC Racing Team     | 16 pts           |                  |

### Bergklassement
| Bergklassement | Bergklassement       | Bergklassement        | Bergklassement | Bergklassement |
| Renner         | Renner               | Ploeg                 | Punten         |                |
| -------------- | -------------------- | --------------------- | -------------- | -------------- |
| 1e             | Łukasz Owsian        | CCC Sprandi Polkowice | 36 pts         |                |
| 2e             | Jacob Scott          | An Post-ChainReaction | 34 pts         |                |
| 3e             | Laurens De Plus      | Quick-Step Floors     | 25 pts         |                |
| 4e             | Graham Briggs        | JLT Condor            | 25 pts         |                |
| 5e             | Gorka Izagirre       | Movistar Team         | 15 pts         |                |
| 6e             | Ian Bibby            | JLT Condor            | 11 pts         |                |
| 7e             | Rory Townsend        | Bike Channel-Canyon   | 11 pts         |                |
| 8e             | Edvald Boasson Hagen | Dimension Data        | 9 pts          |                |
| 9e             | Philippe Gilbert     | Quick-Step Floors     | 9 pts          |                |
| 10e            | Ben Hermans          | BMC Racing Team       | 9 pts          |                |

### Puntenklassement
| Puntenklassement | Puntenklassement     | Puntenklassement    | Puntenklassement | Puntenklassement |
| Renner           | Renner               | Ploeg               | Punten           |                  |
| ---------------- | -------------------- | ------------------- | ---------------- | ---------------- |
| 1e               | Alexander Kristoff   | Katusha-Alpecin     | 86 pts           |                  |
| 2e               | Fernando Gaviria     | Quick-Step Floors   | 70 pts           |                  |
| 3e               | Brenton Jones        | JLT Condor          | 59 pts           |                  |
| 4e               | Elia Viviani         | Team Sky            | 57 pts           |                  |
| 5e               | Andrea Pasqualon     | Wanty-Groupe Gobert | 56 pts           |                  |
| 6e               | Edvald Boasson Hagen | Dimension Data      | 51 pts           |                  |
| 7e               | Floris Gerts         | BMC Racing Team     | 35 pts           |                  |
| 8e               | Nikolas Maes         | Lotto-Soudal        | 32 pts           |                  |
| 9e               | Daniele Bennati      | Movistar Team       | 27 pts           |                  |
| 10e              | Maximiliano Richeze  | Quick-Step Floors   | 22 pts           |                  |

1987 · 
1988 · 
1989 · 
1990 · 
1991 · 
1992 · 
1993 · 
1994 · 
1995 · 
1996 · 
1997 · 
1998 · 
1999 · 
2000 · 
2001 · 
2002 · 
2003 · 
2004 · 
2005 · 
2006 · 
2007 · 
2008 · 
2009 · 
2010 · 
2011 · 
2012 · 
2013 · 
2014 · 
2015 · 
2016 ·
2017 · 
2018 ·
2019 ·
2020 · 
2021 · 
2022 · 
2023 · 
2024 ·
2005 · 
2006 · 
2007 · 
2008 · 
2009 · 
2010 · 
2011 · 
2012 · 
2013 · 
2014 · 
2015 · 
2016 · 
2017 ·
2018 ·
2019 ·
2020 ·
2021 ·
2022 ·
2023 ·
2024 ·
2025
Belangrijkste etappewedstrijden

Internationaal Wegcriterium · Driedaagse Brugge-De Panne · Ronde van de Alpen · Vierdaagse van Duinkerke · Ronde van Beieren · Ronde van Noorwegen · Ronde van België · Ronde van Luxemburg · Ronde van Oostenrijk · Ronde van Wallonië · Ronde van Burgos · Ronde van Denemarken · Arctic Race of Norway · Ronde van Groot-Brittannië
Belangrijkste eendaagse wedstrijden

Trofeo Laigueglia · GP Lugano · GP Nobili Rubinetterie · Dwars door Vlaanderen · Scheldeprijs · Brabantse Pijl · GP Kanton Aargau · Brussels Cycling Classic · GP Fourmies · Primus Classic Impanis-Van Petegem · Ronde van de Drie Valleien · Milaan-Turijn · Ronde van Piemonte · Ronde van het Münsterland · Ronde van Emilia · Parijs-Tours · GP Bruno Beghelli